# یریک هندریکس
یریک هندریکس (انگلیسی: Jorik Hendrickx؛ زادهٔ ۱۸ مهٔ ۱۹۹۲) اسکیت‌باز نمایشی اهل بلژیک است.